# Färnebo härad
Färnebo härad var ett härad i östra Värmlands län inom nuvarande Filipstads och Storfors kommuner. Häradet omfattade 1 960 km². Tingsställe var från 1848 Filipstad efter att tidigare varit ambulerande.

## Vapen
Häradsvapnet utgjordes av en sköld i silver med sex borrsläggor bildandes ett hjul. Vapnet användes sedermera även för Kroppa landskommun.

## Namnet
Namnet Färnebo kommer av den närbelägna Färnsjön

## Socknar
Färnebo härad omfattade sju socknar.
I nuvarande Filipstads kommun:
- Färnebo
- Nordmark bildad 1731 ur Färnebo socken
- Rämmen bildad 1777 ur Gåsborns socken
- Brattfors bildad 1661 ur Nyeds socken
- Gåsborn bildad 1693 ur Färnebo socken
- Kroppa bildad 1624 ur Färnebo socken

I nuvarande Storfors kommun:
- Lungsund 1643 ur Kroppa socken

samt
- Storfors köping bildad 1950 ur Kroppa landskommun

Filipstads stad hade till 1945 en egen jurisdiktion med en rådhusrätt men ingick från 1945 i detta härads jurisdiktion.

## Historia
Områden i häradet omnämndes redan år 1413 såsom Jernberghet i Wærmelande och från 1500-talet kallas området Filipstads bergslag eller Värmlandsberg. 

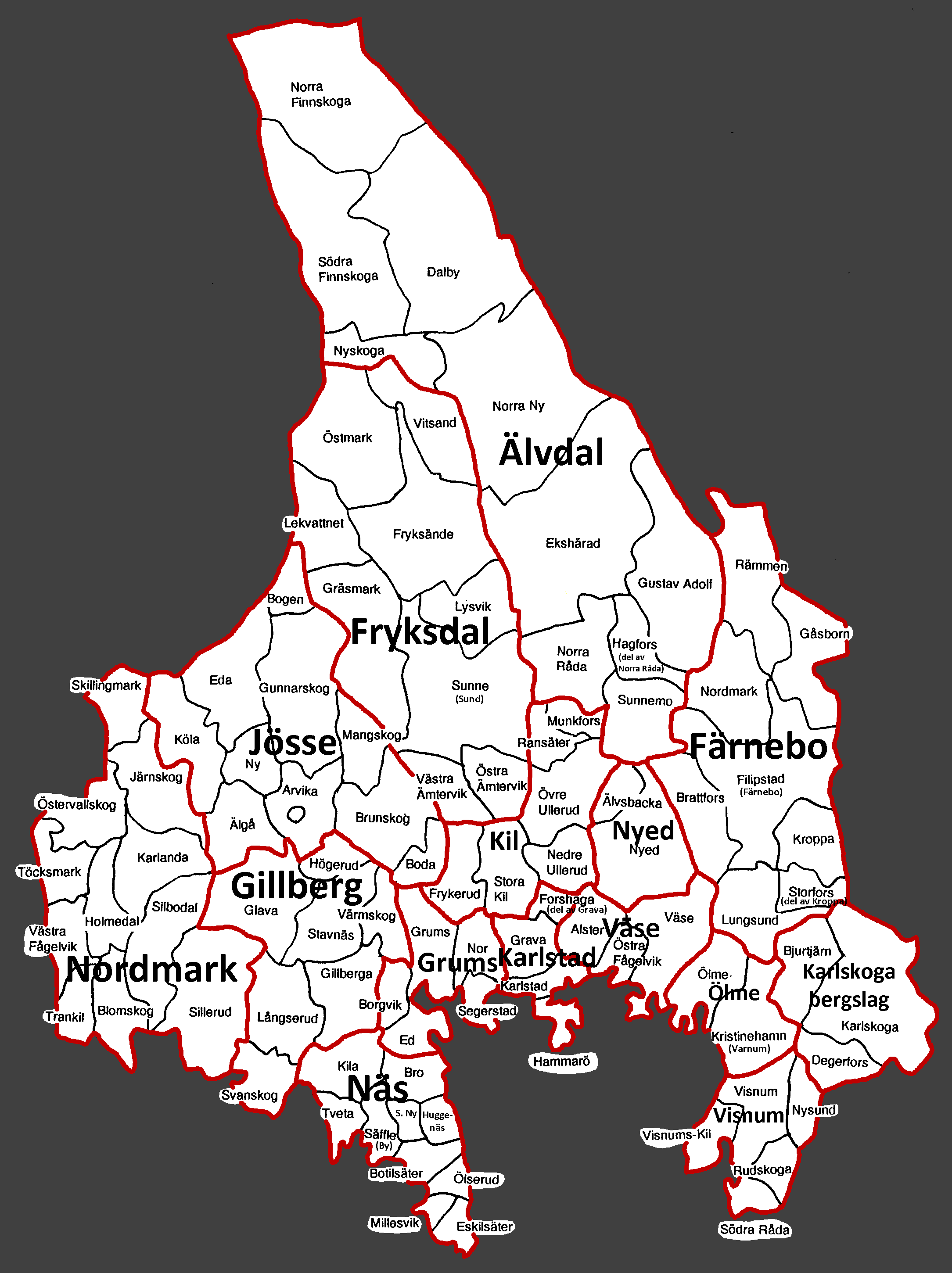
Värmlands härader.

## Län, fögderier, domsagor, tingslag och tingsrätter
Häradet har från 1779 hört till Värmlands län, innan dess Närkes och Värmlands län
Häradets socknar hörde till följande fögderier:
- 1682-1966 Östersysslets fögderi
- 1967-1970 Filipstads fögderi
- 1971-1990 Färnebo fögderi för Färnebo, Gåsborns, Kroppa, Lungsunds och Nordmark socknar
- 1971-1990 Filipstads fögderi För Rämnens och Brattfors socknar

Häradets socknar tillhörde följande domsagor, tingslag och tingsrätter:
- 1680-1947 Färnebo tingslag inom
  - 1680-1752 Karlstads, Färnebo, Grums, Näs, Gillbergs, Nordmarks, Jösse och Nyeds häraders domsaga kallad Västersysslets domsaga
  - 1743–1755 Karlstads, Färnebo, Grums och Nyeds häraders domsaga kallad Mellansysslets domsaga
  - 1756–1829 Karlskoga, Ölme, Visnums, Väse och Färnebo häraders domsaga kallad Östersysslets domsaga
  - 1830–1864 Ölme, Visnums, Väse, Färnebo och Nyeds häraders domsaga kallad Östersysslets domsaga
  - 1865-1947 Östersysslets domsaga (Ölme, Visnums, Färenbo och Väse härader) med
- 1948-1970 Östersysslets tingslag i Östersysslets domsaga

- 1971-2005 Kristinehamns tingsrätt och dess domsaga
- 2005- Värmlands tingsrätt och dess domsaga

### Webblänkar
- Färnebo häradssigill på Wermlandsheraldik.se, 2009-02-22, kl. 21:26
- Nationella arkivdatabasen för uppgifter om fögderier, domsagor, tingslag och tingsrätter